# مبدل خافض فدري منخفض الضجيج
مُبدِّل خافض فِدْرِيّ منخفض الضجيج (بالإنجليزية: Low-noise block downconverter)، يُعرف اختصارًا بإل إن بي (بالإنجليزية: LNB)، هو جهاز استقبال مثبت على أطباق الأقمار الصناعية المستخدمة لاستقبال التلفزيون عبر الأقمار الصناعية، والذي يجمع الموجات الراديوية من الطبق ويحولها إلى إشارة يتم إرسالها عبر كابل إلى جهاز الاستقبال داخل المبنى

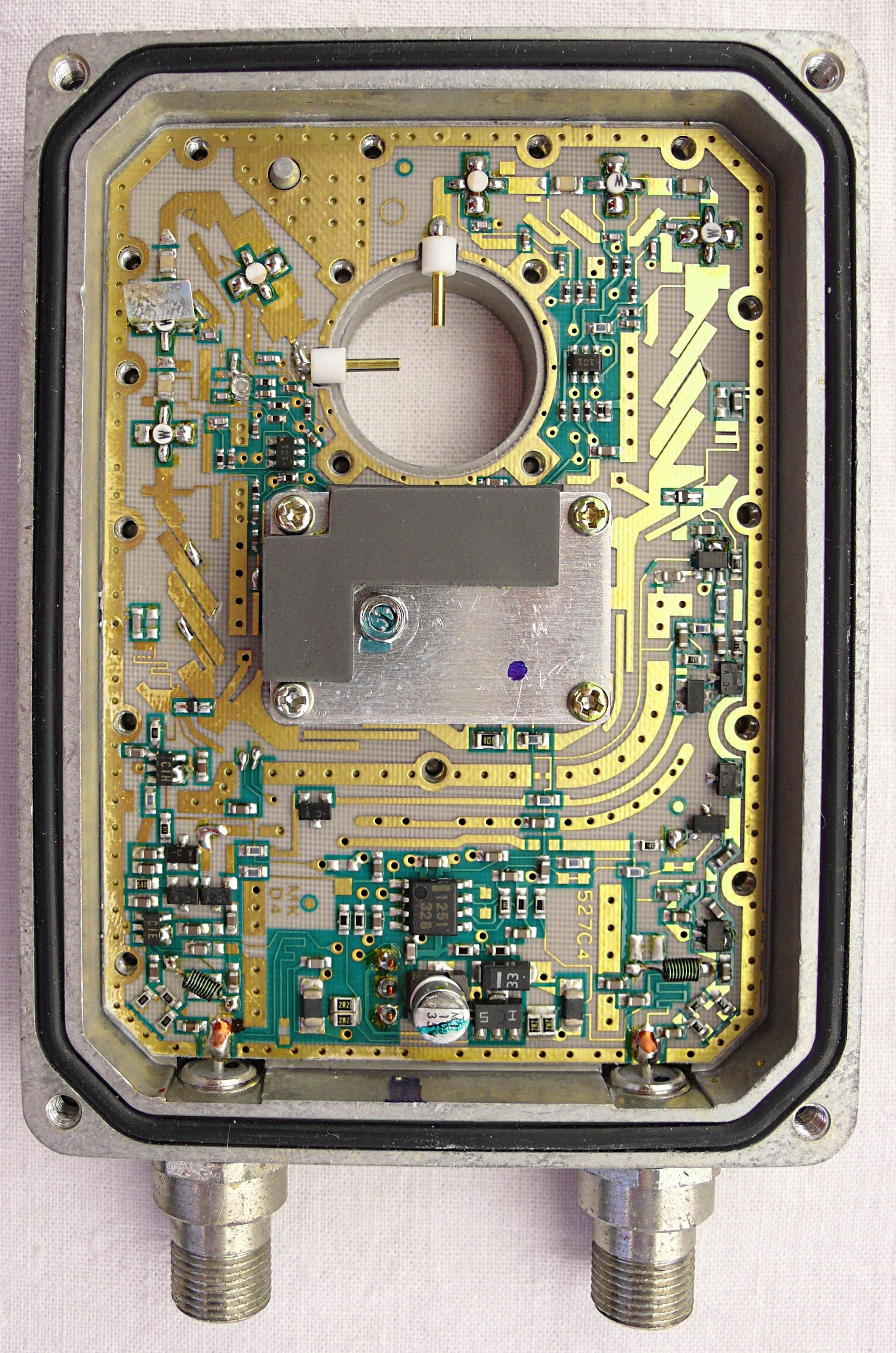
وحدة LNB مفككة. ينتهي الدليل الموجي الذي يحمل إشارة الميكروويف عند الفتحة الموجودة في المركز، حيث يعمل دبوسان في هذا LNB كهوائيين (لاستقطابين مختلفين). هنا يتم ربط إشارة الميكروويف في شرائح دقيقة على لوحة دائرة LNB، من أجل تضخيم إشارة موجة راديو وتحويلها إلى ترددات أقل، والتي يتم إخراجها عند مقبسي موصل F في الأسفل.

الإل إن بي هو مزيج من مكبر، وخلاط التردد، والمذبذب المحلي ومكبر التردد المتوسط. ويعمل بمثابة الواجهة الأمامية للتردد اللاسلكي لجهاز استقبال الأقمار الصناعية، حيث يستقبل إشارة الميكروويف من القمر الصناعي التي يتم جمعها بواسطة الطبق، ويقوم بتضخيمها، وتحويل كتلة الترددات إلى كتلة أقل من الترددات المتوسطة. يتيح هذا التحويل المنخفض نقل الإشارة إلى جهاز استقبال التلفزيون الفضائي الداخلي باستخدام كابل محوري رخيص نسبيًا، إذا ظلت الإشارة عند ترددها الأصلي للميكروويف فسوف تتطلب خطًا موجّهًا باهظ الثمن وغير عملي.
عادةً ما يكون إل إن بي عبارة عن صندوق صغير معلق على ذراع قصيرة واحدة أو أكثر، أو أذرع تغذية، أمام عاكس الطبق، عند بؤرته (على الرغم من أن بعض تصميمات الطبق تحتوي على إل إن بي على العاكس أو خلفه). يتم التقاط إشارة الموجات الصغرية من الطبق بواسطة بوق التغذية على إل إن بي ويتم تغذيتها إلى قسم من الموجة الموجهة. تبرز واحدة أو أكثر من الدبابيس المعدنية، أو المجسات، في الموجة الموجهة بزاوية قائمة على المحور وتعمل كهوائيات، حيث تقوم بتغذية الإشارة إلى لوحة الدوائر المطبوعة داخل صندوق إل إن بي المحمي للمعالجة. تخرج إشارة خرج آي إف ذات التردد المنخفض من المقبس الموجود على الصندوق الذي يتصل به الكابل المحوري.

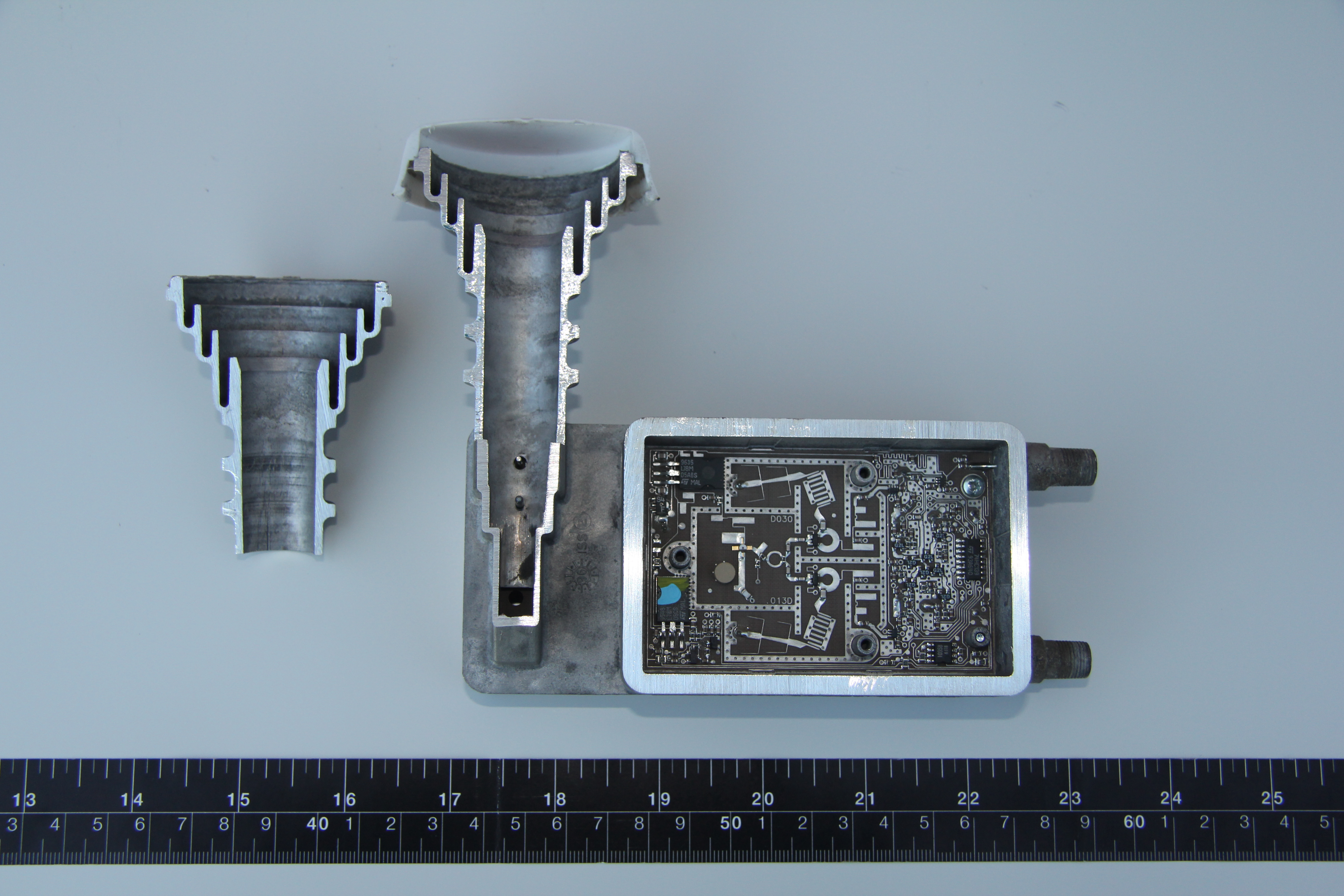
مقطع عرضي عبر محول خفض التردد منخفض الضوضاء.

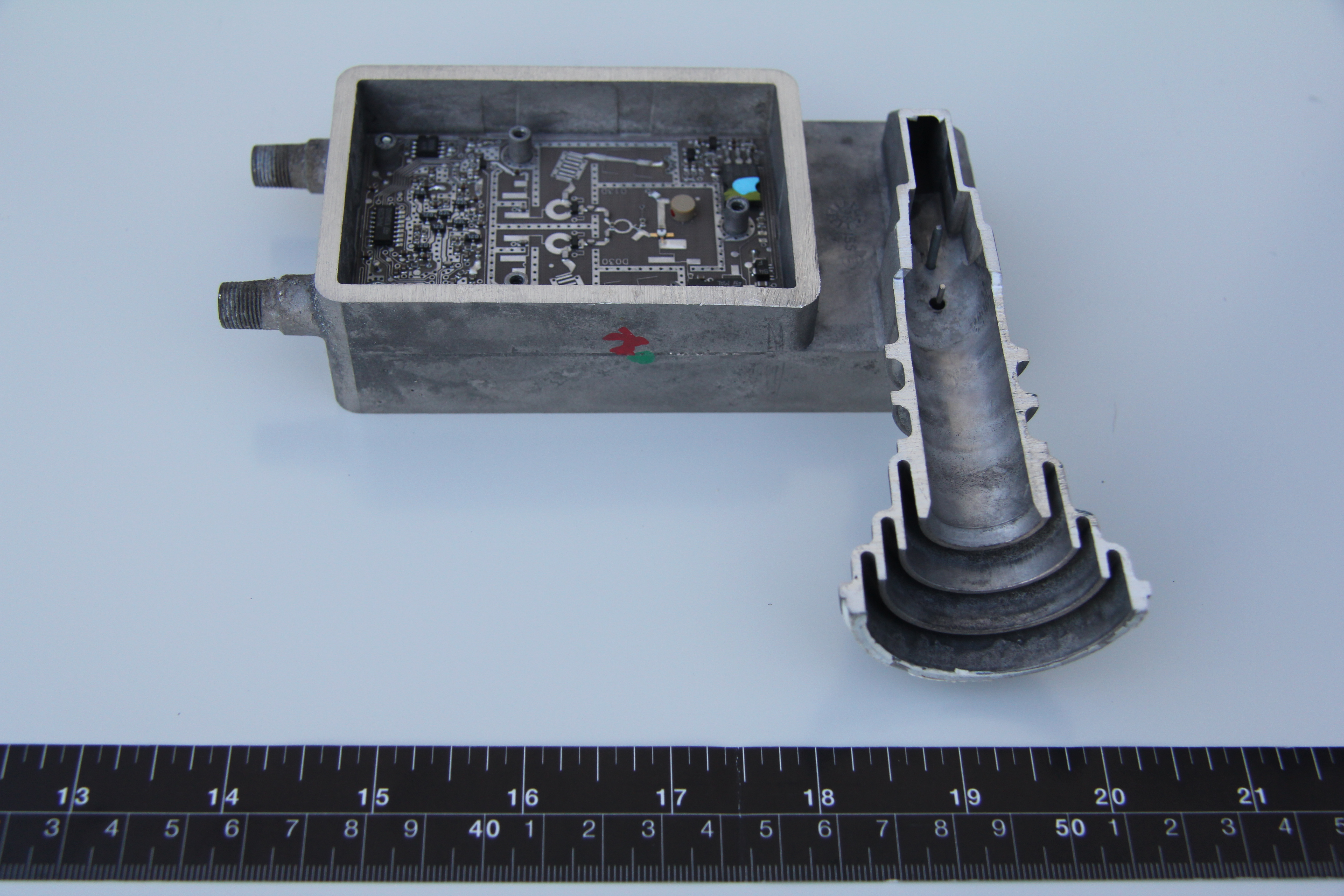
عرض الدبوس وهوائي القرن في محول خفض التردد منخفض الضوضاء.

يحصل إل إن بي على طاقته من جهاز الاستقبال أو جهاز فك التشفير، باستخدام نفس الكابل المحوري الذي يحمل الإشارات من إل إن بي إلى جهاز الاستقبال. تنتقل هذه الطاقة الوهمية إلى إل إن بي، على عكس الإشارات الصادرة من إل إن بي.
يتم استخدام مكون مماثل، يسمى محول الكتلة لأعلى، في طبق محطة القمر الصناعي الأرضية (الارتباط الصاعد) لتحويل نطاق قنوات التلفزيون إلى تردد الارتباط الصاعد.

## التضخيم والضوضاء
الإشارة التي يستقبلها إل إن بي ضعيفة للغاية ويجب تضخيمها قبل التحويل إلى أسفل. يقوم قسم مكبر الضوضاء المنخفض في إل إن بي بتضخيم هذه الإشارة الضعيفة مع إضافة أقل قدر ممكن من الضوضاء إلى الإشارة.
يتم التعبير عن جودة الضوضاء المنخفضة لإل إن بي من خلال رقم الضوضاء (أو في بعض الأحيان درجة حرارة الضوضاء). هذه هي نسبة الإشارة إلى الضوضاء عند الإدخال مقسومة على نسبة الإشارة إلى الضوضاء عند الإخراج. يتم التعبير عنها عادة بقيمة ديسيبل. إن إل إن بي المثالي، والذي يعتبر في الواقع مكبرًا مثاليًا، سيكون له رقم ضوضاء يبلغ 0 ديسيبل ولن يضيف أي ضوضاء إلى الإشارة. كل إل إن بي يسبب بعض الضوضاء ولكن تقنيات التصميم الذكية والمكونات باهظة الثمن عالية الأداء ومنخفضة الضوضاء مثل إتش إي إم تس إس وحتى التعديل الفردي لإل إن بي بعد التصنيع، يمكن أن تقلل بعض الضوضاء التي تساهم بها مكونات إل إن بي. يمكن أن يساعد التبريد النشط إلى درجات حرارة منخفضة للغاية في تقليل الضوضاء أيضًا، وغالبًا ما يستخدم في تطبيقات البحث العلمي.
كل إل إن بي خارج خط الإنتاج لديه رقم ضوضاء مختلف بسبب درجة التفاوت. إن رقم الضوضاء المذكور في المواصفات والذي يعد مهمًا لتحديد مدى ملاءمة إل إن بي، لا يمثل عادةً ذلك إل إن بي المحدد ولا الأداء عبر نطاق التردد بأكمله، نظرًا لأن رقم الضوضاء المذكور غالبًا هو الرقم النموذجي المتوسط على دفعة الإنتاج.

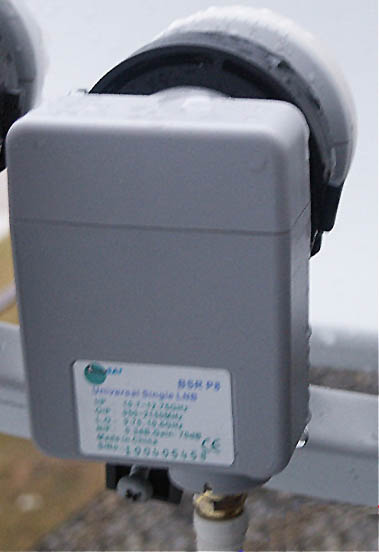
LNBF مستقطب خطيًا بنطاق K _{u}

## تحويل الكتلة لأسفل
تستخدم الأقمار الصناعية عالية نسبيا ترددات الراديو (موجة صغرية) لنقل التلفزيون الخاصة بهم إشارات. كما إشارات الأقمار الصناعية الموجات الصغريات لا تمر بسهولة من خلال الجدران، السقوف، أو حتى الزجاج والنوافذ، فمن الأفضل للأقمار الصناعية الهوائيات ليتم تركيبها في الهواء الطلق. ومع ذلك، فإن الزجاج البلاستيكي شفاف لأفران الميكروويف وقد تم إخفاء أطباق الأقمار الصناعية السكنية بنجاح في الداخل الاكريليك أو البولي نوافذ للحفاظ على الجماليات الخارجية للمنزل.
الغرض من إل إن بي هو استخدام التباين غير المتجانس لأخذ كتلة (أو نطاق) من الترددات العالية نسبيًا وتحويلها إلى إشارات مماثلة يتم حملها على تردد أقل بكثير (يسمى التردد المتوسط). تنتقل هذه الترددات المنخفضة عبر الكابلات مع التوهين أقل بكثير، وبالتالي يتبقى المزيد من الإشارة في نهاية جهاز استقبال القمر الصناعي للكابل. كما أنه من الأسهل والأرخص بكثير تصميم الدوائر الإلكترونية للعمل على هذه الترددات المنخفضة، بدلاً من الترددات العالية للغاية التي توفرها الأقمار الصناعية.
يتم إجراء تحويل التردد عن طريق خلط تردد ثابت ينتجه مذبذب محلي داخل إل إن بي مع الإشارة الواردة، لتوليد إشارتين يساوي مجموع تردداتهما والفرق بينهما. يتم تصفية إشارة مجموع التردد وتضخيم إشارة فرق التردد وإرسالها عبر الكابل إلى جهاز الاستقبال:
نطاق سي
{\displaystyle f_{\text{IF}}=f_{\text{LO}}-f_{\text{recv}}}
نطاق ك-السفلي
{\displaystyle f_{\text{IF}}=f_{\text{recv}}-f_{\text{LO}}}

## روابط خارجية
- شرح ألغاز LNB.
- شرح ورسم تخطيطي لـ LNB
- درجة حرارة الضوضاء ورقم الضوضاء
- الموقع الرسمي لـ SES
- توصيات أسترا (لأجهزة استقبال الأقمار الصناعية بما في ذلك أنواع LNB)